# Bambuí
Bambuí é um município brasileiro do estado de Minas Gerais.
De acordo com o censo realizado pelo IBGE em 2010, sua população é de 22.709 habitantes. O município tem uma área total de 1453,99 km² e fica a 270 km de distância de Belo Horizonte. O município se localiza no centro-oeste mineiro, próximo à Serra da Canastra, onde nasce o Rio São Francisco. Os acessos rodoviários a Bambuí se dão por meio das rodovias MG-050, BR-354 e BR-262. O acesso ferroviário à cidade é feito pela linha tronco da antiga Rede Mineira de Viação, estando atualmente concedida e voltada ao transporte de cargas da região.
Bambuí é reconhecida internacionalmente pelo fato de terem se desenvolvido na cidade estudos que aprofundaram o conhecimento científico da moléstia tripanossomíase americana, vulgarmente conhecida como Doença de Chagas. Foram determinantes para o melhor conhecimento dessa doença, os trabalhos desenvolvidos nas décadas de 40 e 50 pelo grupo de pesquisadores reunidos no Centro de Estudos e Profilaxia da Moléstia de Chagas, posto do Instituto Oswaldo Cruz no município de Bambuí onde atuou o médico mineiro Ezequiel Dias.

## História

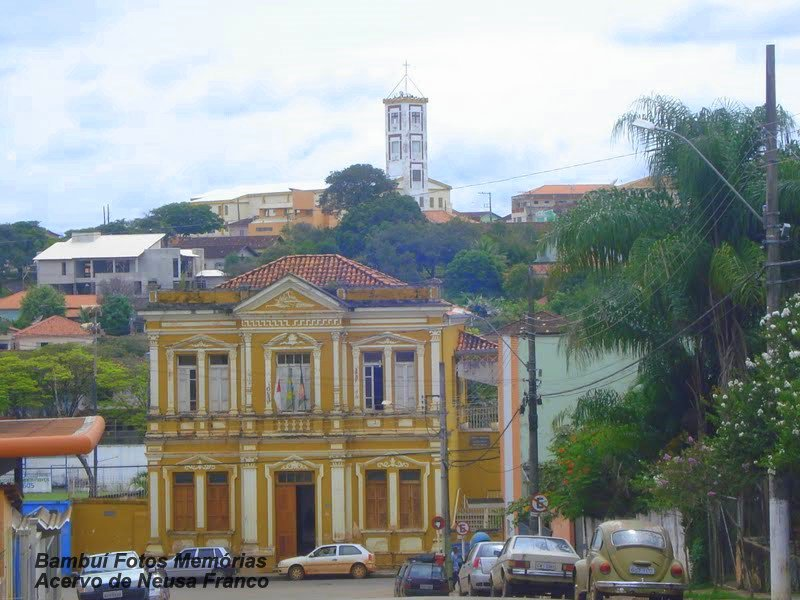
Câmara Municipal de Bambuí, sede do legislativo.

Tudo começou com a construção de uma estrada, que por falta de recursos foi desativada. A estrada seria completada com o encontro de Araxá. Alguns trabalhadores ficaram cansados e não quiseram voltar para Campo Belo e fizeram um acampamento perto da cidade mais populosa da região Santana do Jacaré, com suas 75 pessoas de origem desconhecida.
Por volta de 1720, o capitão João Veloso de Carvalho se estabelece na região. Sua fazenda não prosperou devido a hostilidades com os índios Caiapós e com negros aquilombados, que expulsaram os brancos da região.
Alguns historiadores acreditam que o nome da cidade, Bambuí, foi dada pelos negros que viviam na região e pertenciam à federação do Quilombo do Campo Grande, sob a chefia do lendário escravo Ambrósio. Essa hipótese é reforçada pela existência de uma cidade de nome Bambuí em Camarões, na África. Outra interpretação do nome da cidade ensina que bambuy é uma palavra indígena que quer dizer “Rio das águas sujas”.
Reputa-se ao padre Toledo e ao mestre de campo Inácio Correia Pamplona, um dos delatores da Inconfidência Mineira, a organização da expedição oficial que culminou com a conquista da região de Bambuí. Os quilombos do campo grande foram dizimados em uma grande carnificina. Alguns historiadores consideram Inácio Correia Pamplona o fundador de Bambuí.

### Casas antigas de Bambuí

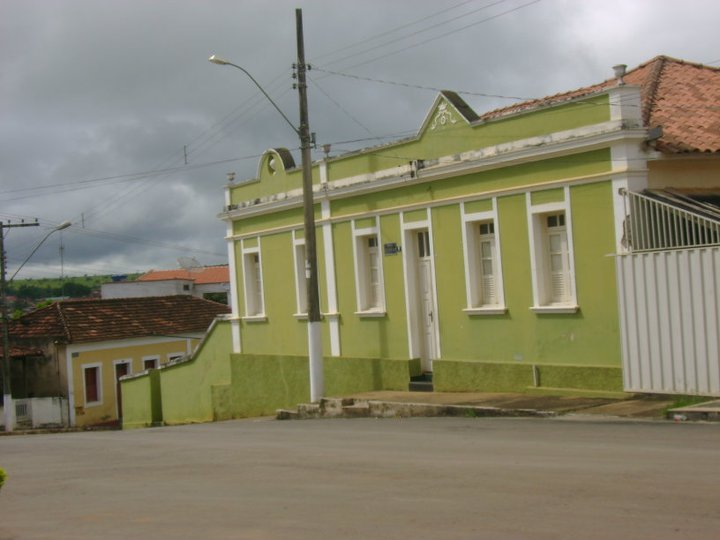
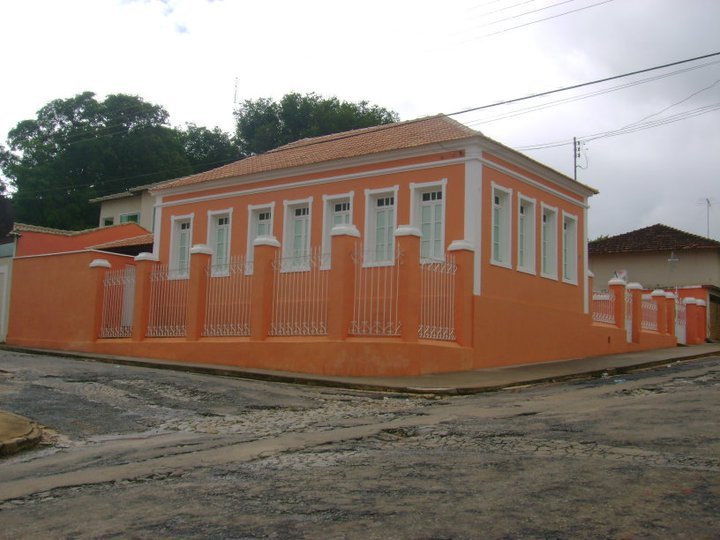
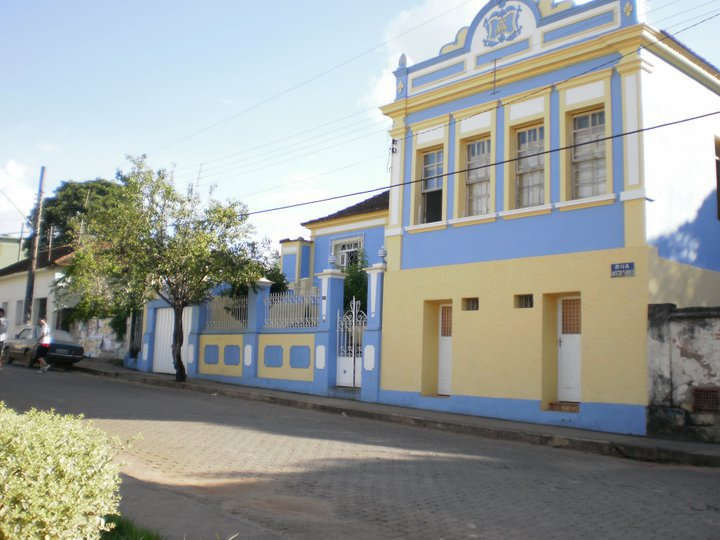

## Educação
Bambuí possui um Instituto Federal de Minas Gerais. Localizado na Fazenda Varginha, o IFMG Campus Bambuí é referência para toda a região na área educacional e tecnológica, agregando valores para o desenvolvimento de profissionais de nível técnico e superior, para as áreas de administração, turismo, informática, indústrias alimentícias e agropecuária. O IFMG se encontra em amplo desenvolvimento com a criação periódica de novos cursos.

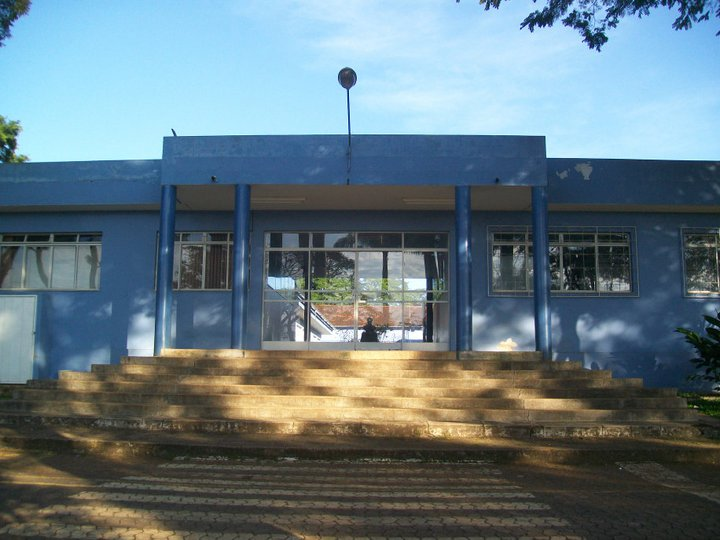
Entrada, IFMG.
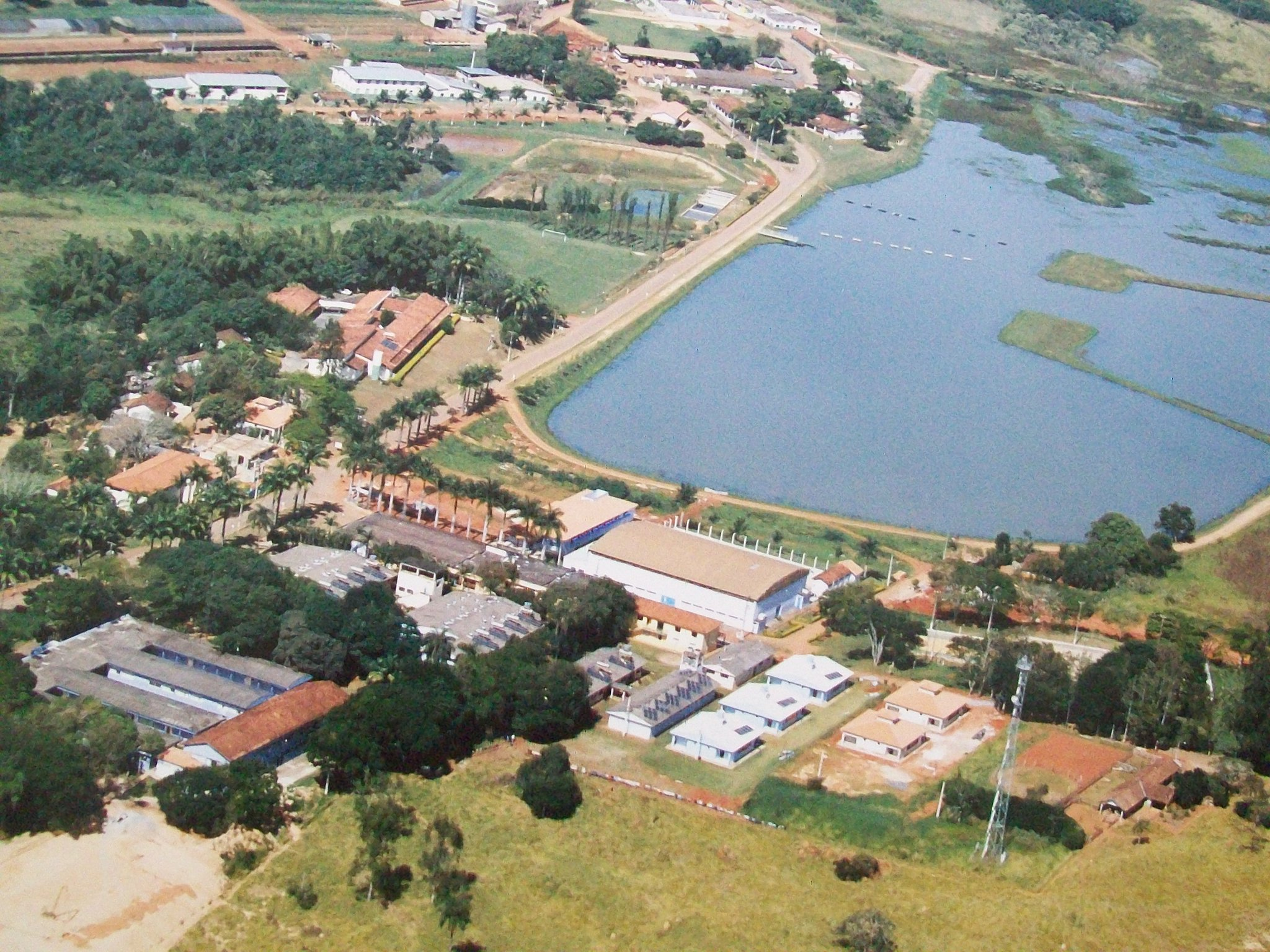
Vista aérea do Campus, IFMG.

A rede de ensino conta com uma escola de tempo integral, CIEP Padre Mário Gerlin. Esta escola integral é o primeiro CIEP do estado de Minas Gerais, baseado no projeto pioneiro de Darcy Ribeiro e de Anísio Teixeira. Além da preocupação com a educação integral este tipo de escola investe também na alimentação e na higiene.

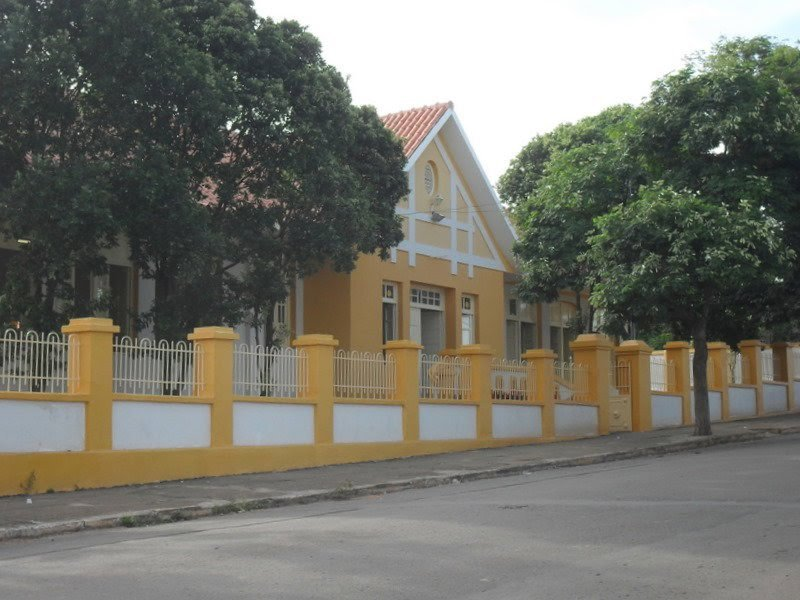
Escola Estadual José Alzamora, primeira escola fundada em Bambuí.

## Geografia

### Clima
A cidade possui um clima tropical de altitude do tipo Cwa,[carece de fontes?] com estação seca no inverno. Segundo dados do Instituto Nacional de Meteorologia (INMET), referentes ao período de 1961 a 1963 e a partir de 1971, a temperatura mínima recorde registrada em Bambuí foi de −1,2 °C nos dias 1 de junho de 1979 e 20 de maio de 1990, enquanto o dia mais quente foi 15 de outubro de 2014, quando a máxima alcançou 39,1 °C. O maior acumulado de precipitação em 24 horas foi de 177,6 mm, em 3 de fevereiro de 1983, seguido por 149,9 mm em 13 de março de 1984 e 142,6 mm em 7 de janeiro de 2011.
| Dados climatológicos para Bambuí | Dados climatológicos para Bambuí | Dados climatológicos para Bambuí | Dados climatológicos para Bambuí | Dados climatológicos para Bambuí | Dados climatológicos para Bambuí | Dados climatológicos para Bambuí | Dados climatológicos para Bambuí | Dados climatológicos para Bambuí | Dados climatológicos para Bambuí | Dados climatológicos para Bambuí | Dados climatológicos para Bambuí | Dados climatológicos para Bambuí | Dados climatológicos para Bambuí |
| Mês | Jan                              | Fev                              | Mar                              | Abr                              | Mai                              | Jun                              | Jul                              | Ago                              | Set                              | Out                              | Nov                              | Dez                              | Ano                              |
| --- | -------------------------------- | -------------------------------- | -------------------------------- | -------------------------------- | -------------------------------- | -------------------------------- | -------------------------------- | -------------------------------- | -------------------------------- | -------------------------------- | -------------------------------- | -------------------------------- | -------------------------------- |
| Temperatura máxima recorde (°C) | 36,9                             | 36,6                             | 35,6                             | 34,8                             | 33,4                             | 32,1                             | 33,1                             | 36,5                             | 38,4                             | 39,1                             | 36,5                             | 36,5                             | 39,1                             |
| Temperatura máxima média (°C) | 30,1                             | 30,5                             | 29,9                             | 29,3                             | 27,3                             | 26,5                             | 26,9                             | 28,8                             | 30,1                             | 30,8                             | 29,7                             | 29,7                             | 29,1                             |
| Temperatura média compensada (°C) | 23,6                             | 23,6                             | 22,9                             | 21,5                             | 18,5                             | 16,7                             | 16,5                             | 17,9                             | 20,7                             | 22,7                             | 22,9                             | 23,3                             | 20,9                             |
| Temperatura mínima média (°C) | 18,9                             | 18,5                             | 17,8                             | 15,9                             | 12,2                             | 9,7                              | 8,9                              | 9,7                              | 13,3                             | 16,6                             | 18,2                             | 19                               | 14,9                             |
| Temperatura mínima recorde (°C) | 10                               | 11,2                             | 10                               | 6,6                              | −1,2                             | −1,2                             | −0,8                             | 0                                | 4,2                              | 6,8                              | 8,4                              | 10,8                             | −1,2                             |
| Precipitação (mm) | 300                              | 169,3                            | 165,8                            | 73,5                             | 47,9                             | 18,3                             | 8,4                              | 11,8                             | 61,7                             | 119,2                            | 187,4                            | 279,9                            | 1 443,2                          |
| Dias com precipitação (≥ 1 mm) | 17                               | 11                               | 13                               | 6                                | 4                                | 2                                | 1                                | 2                                | 6                                | 9                                | 13                               | 18                               | 102                              |
| Umidade relativa compensada (%) | 82,3                             | 79,7                             | 82,7                             | 81,9                             | 81,9                             | 81,8                             | 78,8                             | 71,9                             | 69,6                             | 72,5                             | 79,6                             | 82,7                             | 78,8                             |
| Insolação (h) | 149,9                            | 169,2                            | 157,7                            | 190,8                            | 215,2                            | 224                              | 242,3                            | 245,7                            | 183,9                            | 186,6                            | 151,3                            | 139,2                            | 2 255,8                          |
| Fonte: INMET (normal climatológica de 1991-2020; recordes de temperatura: recordes de temperatura: 01/01/1961 a 31/07/1963 e 13/09/1971-presente) |                                  |                                  |                                  |                                  |                                  |                                  |                                  |                                  |                                  |                                  |                                  |                                  |                                  |

## Na cultura popular
A dupla sertaneja Delmir e Delmon tem uma música chamada "Meu Torrão Querido" (1973), cuja letra fala: 
Falaremos em voz alta para todo mundo ouvir / Nascemos em Bambuí no rico estado de Minas ....